# Metopia convexinevris
Metopia convexinevris är en tvåvingeart som först beskrevs av Macquart 1851.  Metopia convexinevris ingår i släktet Metopia och familjen köttflugor.
Artens utbredningsområde är Italien. Inga underarter finns listade i Catalogue of Life.